# Millettia sericantha
Millettia sericantha là một loài rau đậu thuộc họ Fabaceae.
Loài này chỉ có ở Tanzania.